# Order Świętego Stefana (Toskania)

Symbol zakonu św. Stefana

Order Świętego Stefana Papieża i Męczennika (it. Ordine di Santo Stefano Papa e Martire) – zakon rycerski, a następnie odznaczenie toskańskie, założone przez księcia Kosmę Medyceusza z Florencji w 1561 roku. Patronem jego był św. Stefan, papież i męczennik, w święto którego wojska medycejskie pokonały Francuzów pod Marciano w 1554 roku. Obecnie order domowy linii toskańskiej Habsburgów Lotaryńskich.

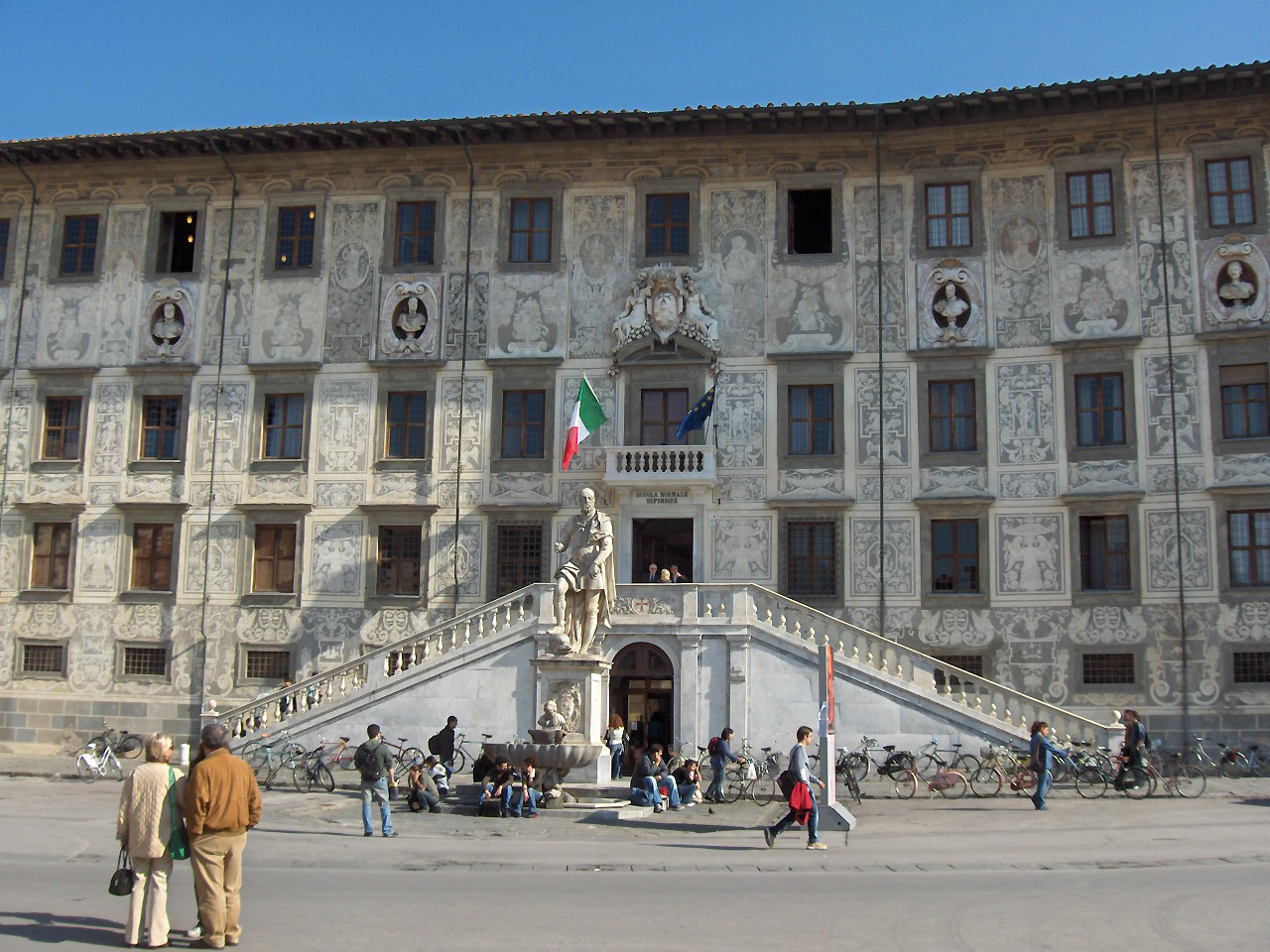
Dawna siedziba Zakonu w Pizie

Flaga galer Zakonu św. Stefana, 1562-koniec XVIII wieku.

## Historia
Zakon ten był początkowo zakonem morskim, miał bronić Włoch od muzułmańskich i pirackich ataków od strony morza oraz uwalniać siłą chrześcijańskich jeńców z niewoli tureckiej. Opierał się na regule benedyktyńskiej, przyznanej przez papieża Piusa V w tym samym roku, w którym powstał. Wielkim mistrzem został sam założyciel, a prawo do noszenia tego tytułu mieli wyłącznie jego potomkowie. Główna siedziba tego zgromadzenia mieściła się w Pizie, a jego bazą było portowe miasto Livorno. Do zakonu przyjmowani byli tylko szlachcice, którzy przez 3 lata pobytu w klasztorze doskonalili się w sztuce wojennej.
Zakon brał udział w licznych akcjach militarnych. W 1565 roku jego rycerze weszli w skład odsieczy dla joannitów, broniących się na Malcie. W bitwie pod Lepanto uczestniczyło 12 okrętów zakonu, przyczyniając się w znacznym stopniu do rozbicia tureckiej armady. W XVI i XVII wieku okręty te wielokrotnie atakowały wybrzeże i porty tureckie. Szczyt potęgi zakon osiągnął na początku XVII wieku, gdy do jednej bitwy był w stanie wystawić nawet 45 statków.
Pod koniec XVIII wieku Leopold II Habsburg przekształcił zakon w instytucję zajmującą się kształceniem toskańskiej szlachty. Kryzys zakonu nastąpił w okresie napoleońskim, kiedy to został czasowo zlikwidowany.

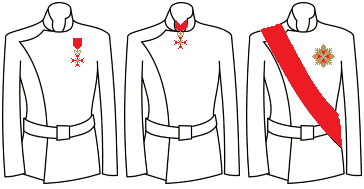
Klasy orderu i sposoby jego noszenia: kawaler, komandor, wielka wstęga

Przywrócony został w 1817 jako odznaczenie państwowe Wielkiego Księstwa Toskanii przez Ferdynanda III Habsburga i podzielony na trzy klasy (wielka wstęga, komandor, kawaler) oraz zastrzeżeniem wyłącznie dla katolickiej szlachty. Wstążka orderowa jest w kolorze pąsowym.
Po przyłączeniu Toskanii do Królestwa Włoch, w 1859 roku formalnie go rozwiązano jako odznaczenie państwowe, jednak przetrwał on do dziś jako order domowy. Obecnie nie zajmuje się żadną działalnością militarną i zrzesza ok. 80 odznaczonych. Wielkim mistrzem jest aks. Zygmunt Toskański, od 1993 roku tytularny w.ks. Toskanii, ur. 1966.